# Brandy Majestad (equip ciclista)
L'equip Brandy Majestad  va ser un equip ciclista espanyol que competí entre 1960 i 1961.

## Principals resultats
- Volta a La Rioja: Ángel Rodríguez López (1960)
- Circuit de Getxo: Jacinto Urrestarazu (1961)

### A les grans voltes
- Volta a Espanya
  - 1 participacions (1960)
  - 2 victòries d'etapa:
    - 2 al 1960: Felipe Alberdi, Antón Barrutia

  - 0 classificació final:
  - 0 classificacions secundàries:

- Tour de França
  - 0 participacions

- Giro d'Itàlia
  - 0 participacions